# Ancylotrypa namaquensis
Espèce
Synonymes
- Pelmatorycter namaquensis Purcell, 1908

Ancylotrypa namaquensis est une espèce d'araignées mygalomorphes de la famille des Cyrtaucheniidae.

## Distribution
Cette espèce est endémique du Cap-du-Nord en Afrique du Sud,.

## Étymologie
Son nom d'espèce, composé de namaqu[aland] et du suffixe latin -ensis, « qui vit dans, qui habite », lui a été donné en référence au lieu de sa découverte, le Namaqualand.

## Publication originale
- Purcell, 1908 : Araneae (I). Forschungsreise in Südafrika, vol. 1, no 2, Denkschriften der Medicinisch-Naturwissenschaftlichen Gesellschaft zu Jena, vol. 13, p. 203-246 (texte intégral).